# Llibert Sendrós Juvé
Llibert Sendrós Juvé (Rodonyà, Alt Camp, 15 de setembre de 1991), ciclista català, professional els anys 2016 i 2017 a les files del Kolss Cycling Team de 3a divisió (Continental).

## Palmarès
- 2015
  - Campió de Catalunya en ruta
  - Campió de Catalunya en contrarellotge